# Galius
Galius, född 2016, död 20 november 2022, var en fransk varmblodig travhäst. Han var mest känd för att ha varit den första hästen i Prix d'Amérique som tränats av en fransk kvinna. Han tränades av sin uppfödare och ägare Séverine Raimond och kördes av Yoann Lebourgeois.

## Bakgrund
Galius började tävla i maj 2019, och inledde karriären med tolv raka segrar. Han sprang under tävlingskarriären totalt in  till september 2021 sprungit in 769 100 euro på 32 starter, varav 16 segrar, 4 andraplatser och 4 tredjeplatser. Han tog karriärens största seger i Prix Ténor de Baune (2021). Hans största bedrift kom i Prix d'Amérique (2022), där han kom på andra plats.
Den 30 januari 2022 ledde Galius på upploppet av Prix d'Amérique, och såg ut att gå mot seger, men blev omsprungen av Davidson du Pont i de sista stegen.
Galius avled den 20 november 2022 av förgiftning.